# Dons
Артур Шингирейс (Лат. Artūrs Šingirejs; нар. 10 квітня 1984, Броцени, Латвійська РСР), також відомий як Dons – латвійський співак й автор пісень. Представляв Латвію на Пісенному конкурсі Євробачення 2024 в Мальме, Швеція, з піснею «Hollow».

## Раннє життя
Артур Шингирейс народився 10 квітня 1984 року в місті Броцени, район Салдуського району, Латвія в родині батьків білоруського та латиського походження. У нього є брат і три сестри, одна з яких першою спонукала його виступати на сцені в чотири роки. Мати співака вчила його англійської з 6 років, і він вважає Фредді Мерк'юрі одним із своїх перших музичних кумирів. Донс навчався по класу фортепіано в Салдуській музичній школі. Свій перший сольний виступ він мав у віці 16 років і сказав: «Мій перший виступ був у школі, і я зрозумів, що хочу це робити — тут є щось, що мене пов'язує». Пізніше він вивчав кулінарію, перш ніж повернутися до творчої діяльності. Донс самостійно навчився грати на гітарі та співати.

## Кар'єра

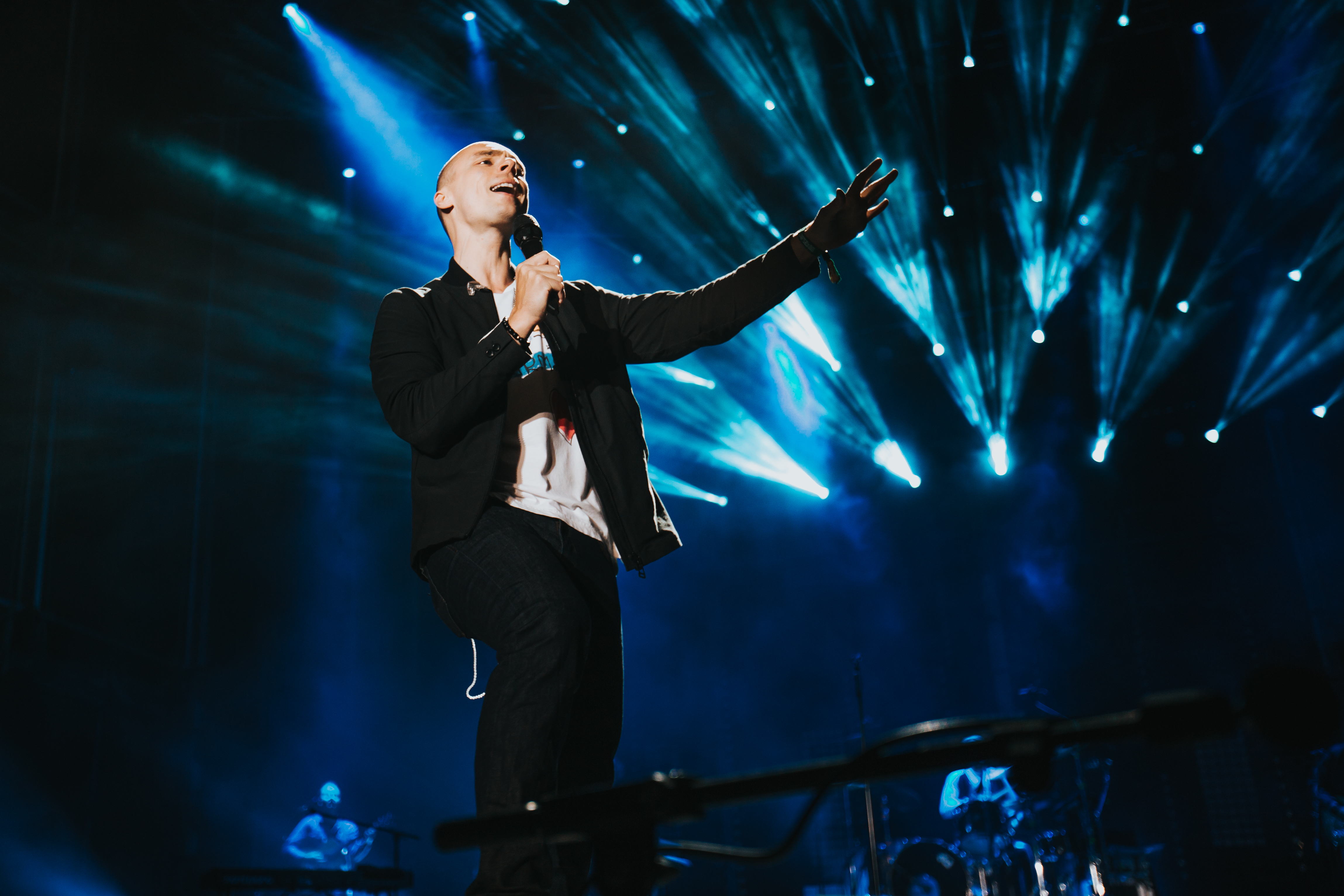
Виступ на Summer Sound, Латвія, 2017 рік

Донс розпочав свою кар'єру в латвійському реаліті-шоу Talantu Fabrikā (дослівно «Фабрика талантів») у 2003 році. Він випустив дуетний альбом «Viens Otram» (2004) з колегою-учасницею Лілі (Лінда Калніня). Його перший сольний альбом «Lights On» (2006) був переважно англійською мовою.
Співак досяг успіху, випустивши свої наступні сім альбомів латиською мовою: Lelle (2008), Signāls (2013), Varanasi (2014), Sibīrija (2015), Tepat (2016), Namiņš. Kaste. Vārdi (2018) і Tūrists (2020). У 2021 році підписав контракт з Universal Music.

### «Євробачення»
Раніше Донс двічі намагався представити Латвію на пісенному конкурсі Євробачення з піснями «My Religion is Freedom» (2010) і «Pēdējā Vēstule» (2014), обидва рази посівши друге місце в національному фіналі Латвії.

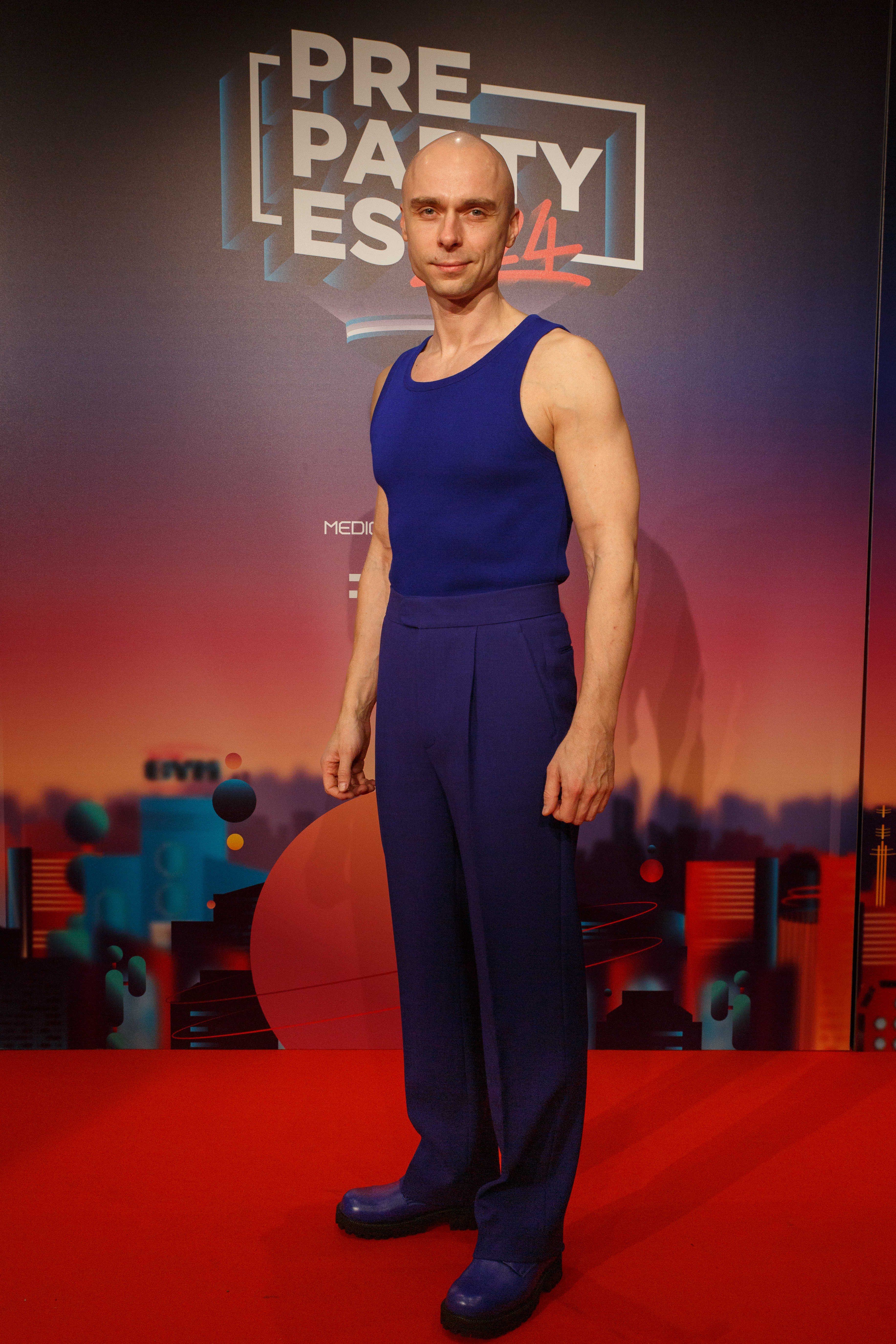
На Eurovision Pre-Party 2024 Madrid

У січні 2024 року Донс випустив свій перший з 2013 року англомовний сингл «Hollow», з яким він був обраний для участі в Supernova 2024, латвійському національному фіналі для пісенного конкурсу Євробачення 2024. «Hollow» є перекладеною версією «Lauzto šķēpu karaļvalsts» («Королівство зламаних списів») і базується на актуальній сьогодні проблемі не йти за натовпом і залишатися вірним собі. Донс уточнює: «Коли ми закінчили „Hollow“, ми всі відчули всередині, що ми створили щось, що змусило час зупинитися». Співак пройшов до фіналу відбору, де здобув перемогу, набравши на 33 000 голосів глядачів більше, ніж інші, і посів перше місце серед журі.
Після конкурсу співак записав кавер конкурсної пісні Alyona Alyona & Jerry Heil — «Teresa & Maria».

## Музичний стиль
«Справа в тому, що у текстах пісень я іноді маю на увазі одне, але слухач каже мені, що в ньому тексти пробудили щось інше. Ось чому я більше ніколи не випалюю нічого про тексти пісень. Кожен знаходить у цих текстах щось своє. Коли ми, наприклад, на концертах граємо пісні „Pāriet bailes“, або „Dieviņš“, чи „Pēdējā vēstule“, і коли ти бачиш, як людина підспівує зі сльозами на очах чи з радістю на обличчі, то розумієш, що пісня вже не моя. Тоді це можна порівняти з гордістю батьків — коли вони пишаються своєю дитиною, яка виросла хорошою людиною» — Dons у липні 2023.

## Особисте життя
Донс захоплюється фітнесом, займається спортом і займається йогою. Він фанат Національної баскетбольної асоціації, часто подорожує світом, жив у Лондоні та США. Донс володіє кафе «Engure» разом з Каспарсом Рогою, який є барабанщиком гурту Brainstorm.
Був одружений у 2009—2013 роках з Лілі (справжнє ім'я Лінда Калніня), з якою познайомився, будучи учасником латвійського реаліті-шоу «Talantu Fabrikā» («Фабрика талантів»). Зараз перебуває у відносинах з Мадарою Малмане.
Під час Євробачення розповів в інтерв'ю, що прихистив собаку, який постраждав від російської агресії в Харкові: «Мій пес живе з мамою, вона гуляє з ним щодня, я дуже щасливий».

## Дискографія

### Сингли з чартів
- 2018 — «Salauzta sirds»
- 2019 – «Ludzu vel neaizej»
- 2023 – «Divatā»
- 2023 – «Lauzto šķēpu karaļvalsts»
- 2024 – «Hollow»